# Petlushkwohap Mountain
Der Petlushkwohap Mountain ist ein 2939 m hoher Berg mit einer Schartenhöhe von 514 m in der kanadischen Provinz British Columbia.

## Geographie
Der Petlushkwohap Mountain liegt in der Cantilever Range, westlich der Kleinstadt Lytton in der Region Fraser Canyon. Die Cantilever Range ist eine kleine Teilkette der Lillooet Ranges, des südöstlichsten Teils der Pacific Ranges in den Coast Mountains. Der Petlushkwohap ist der zweithöchste Gipfel der Lillooet Ranges nach dem nahe gelegenen Skihist Mountain und einer der Berge im Stein Valley Nlaka'pamux Heritage Park.